# 니콜라이 표도로프

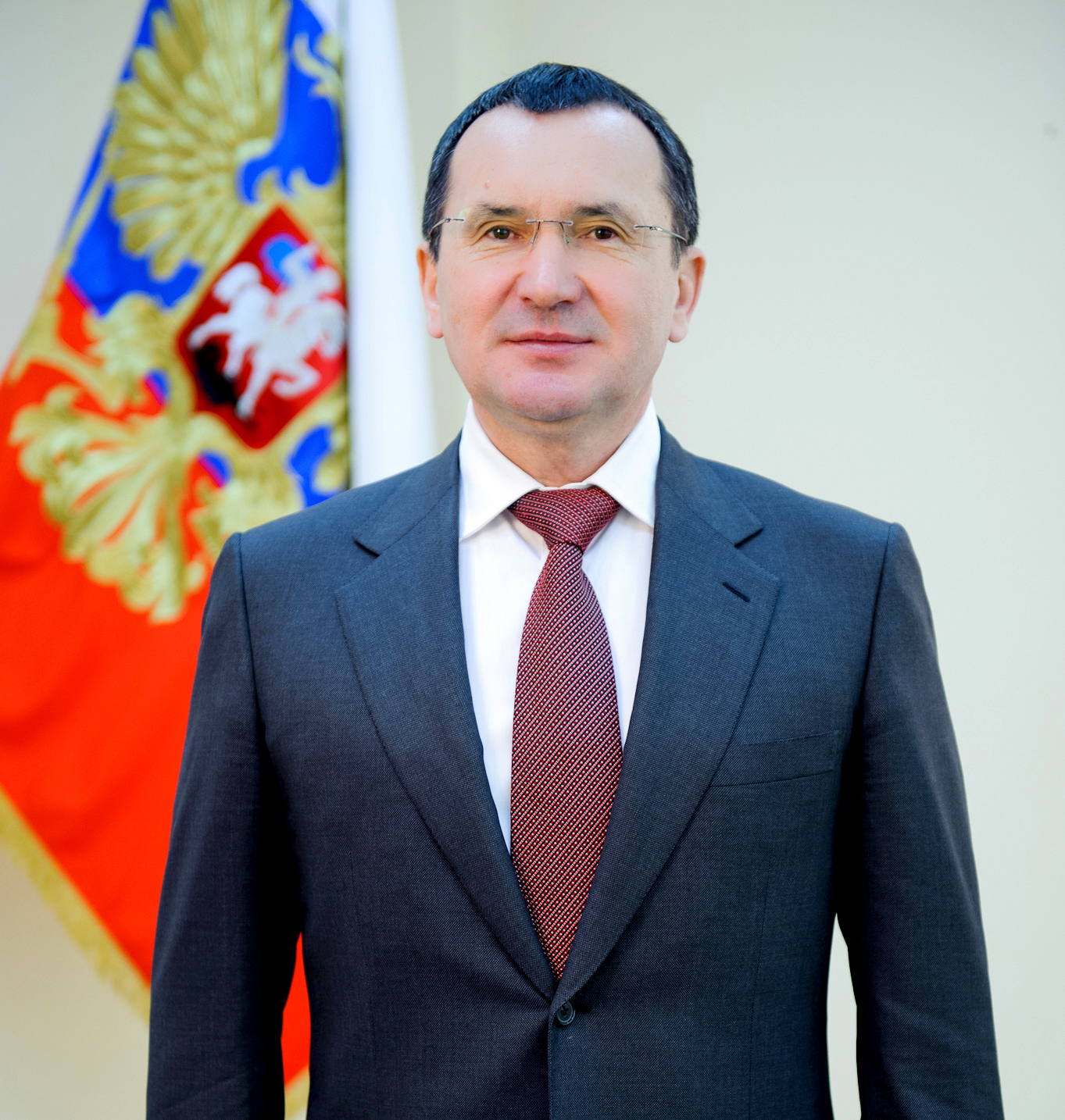
2012

니콜라이 바실례비치 표도로프(러시아어: Николай Васильевич Фёдоров, 1958년 5월 9일 - )는 추바시 공화국의 제1대 대통령이자 러시아의 정치인이다. 1958년 5월 9일에 마린스코포사츠키 군에서 태어났다. 독일어를 유창하게 잘한다.
1980년에 카잔 공립대학교를 졸업했다. 1985년에 모스크바에 위치해 있던 소비에트 연방 아카데미에 근무했다.
1980년~1982년과 1985년~1989년에 추바시 주립대학교에서 재직했다.
1990년~1993년에 러시아의 총리를 잠시 맡은 적이 있었다.
1994년 1월에 추바시 공화국의 대통령으로 당선되었다. 1997년에 두 번째로, 2001년에는 세 번째로, 2005년에는 대통령에 다시 당선되었다.